# Пенсионер (Академия художеств)

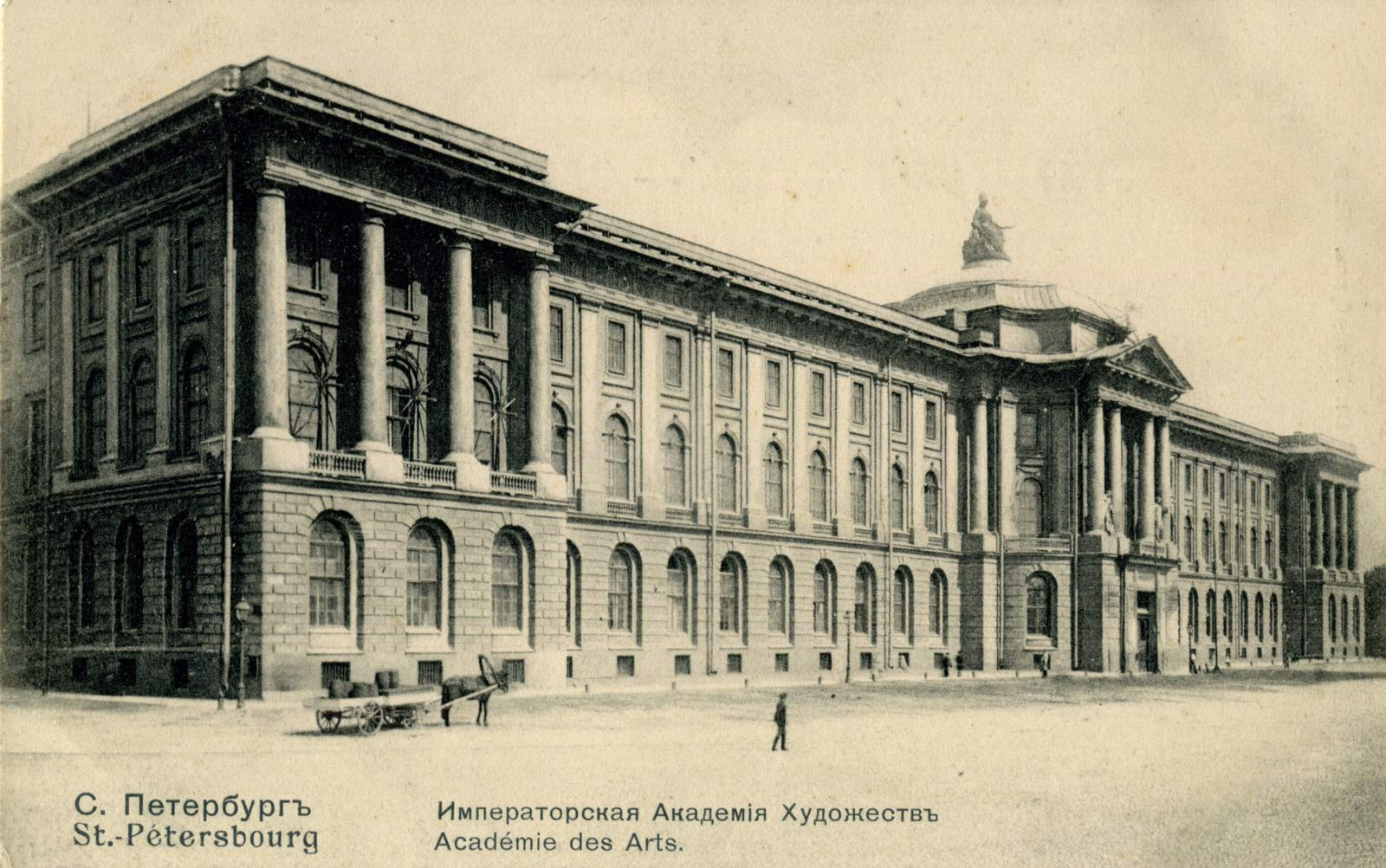
Императорская академия художеств

Пенсионер, с XVIII по начало XX века в Российской империи — выпускник Императорской академии художеств, получивший денежное пособие (пенсион) для дополнительного совершенствования мастерства, аналог современного гранта. 

## История
Как правило, полученные средства пенсионеры Академии расходовали для выезда за границу в Италию или другие страны. В пенсионеры попадали лучшие из лучших, в основном из числа окончивших курс в Академии с Большой золотой медалью. Практика посылки молодых людей за границу для получения художественного образования распространилась в России с 30-х — 50-х годах XVIII века .
Первыми пенсионерами от Императорской Академии художеств считаются архитектор В. И. Баженов и художник А. П. Лосенко (1760 год), а также И. Е. Старов (1762 год), хотя устав Академии с правилами о пенсионерах появился лишь в 1764 году.
В XVIII веке пенсион выплачивали три года. В XIX веке срок увеличили до шести лет. Исторические живописцы, скульпторы и архитекторы обычно проводили весь срок за границей; жанровые художники, баталисты и пейзажисты обычно проводили три года за рубежом, а ещё три путешествовали по России.
С 1893 года, после реформы Академии, живописцы и скульпторы были пенсионерами в течение четырёх лет, а архитекторы, граверы и пейзажисты — двух.
Пенсионеры академии, среди прочих привилегий, освобождались от воинской повинности.
По аналогии с Академией, пенсионы позже стало назначать Императорское общество поощрения художеств.
В 1997 году, единственный раз в новейшей истории, состоялась пенсионерская поездка в Италию, организованная Российской академией художеств и руководством Санкт-Петербурга в рамках реализации поручения А. А. Собчака по возвращению традиции пенсионерских поездок выпускников Академии художеств в Италию. В ней приняли участие авторы лучших дипломных работ Института имени И. Е. Репина 1996 года: живописцы Анастасия Николаева  и Сергей Пичахчи (оба — ученики Андрея Мыльникова), а также скульптор Игорь Селиверстов (ученик Бориса Пленкина).